# Топінг (кулінарія)

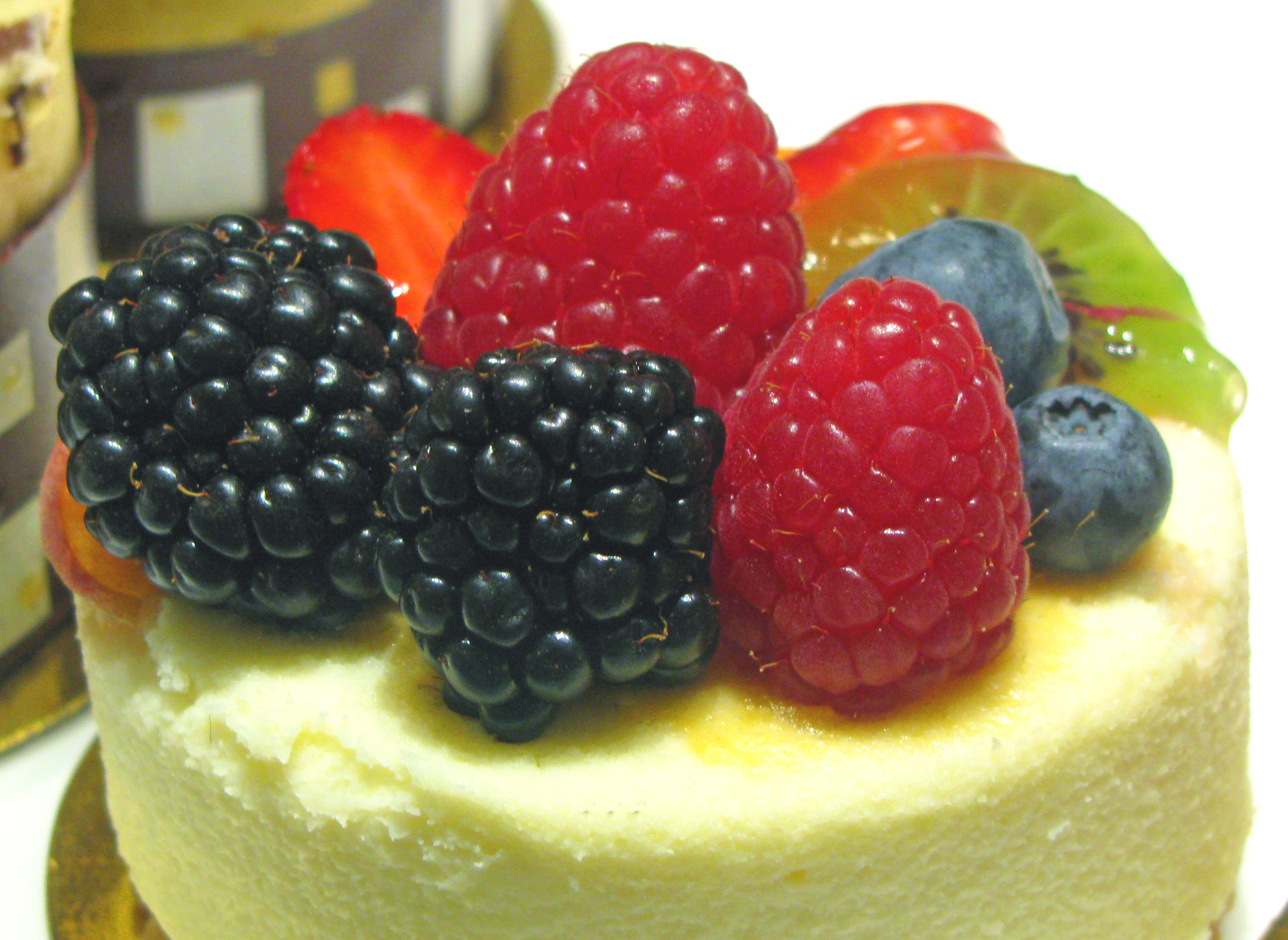
Фруктовий топінг на десерті

Топінг (від англ. topping) — спеціальна фруктова поливка для коктейлів, фруктових салатів, морозива, кондитерських виробів, пудингів, шейків, що прикрашає страву. Одна з основних їх функцій є не тільки додавання «смакової родзинки», але і надання десертам привабливого зовнішнього вигляду. Топінги за своєю консистенцією нагадують соус, що дає можливість зберегти форму, яка дуже важлива при поданні якого-небудь десерту. Багато шеф-кухарів з допомогою топінгів змагаються між собою у створенні неповторних візерунків і малюнків.
Типовим прикладом топінгів у несолодких стравах може служити піца. Все, що поміщається на нижню частину, змащену томатним соусом, називається топінгом.

### Приклади десертних топінгів:
- Збиті вершки
- Карамель
- Шоколадний сироп
- Коктейльна вишня
- Фруктовий крем
- Слатко
- Кремовий зефір
- Хаглслаг

### Інші топінги:
- Бакербзе — супова засипка із заварного тіста